# 过冷

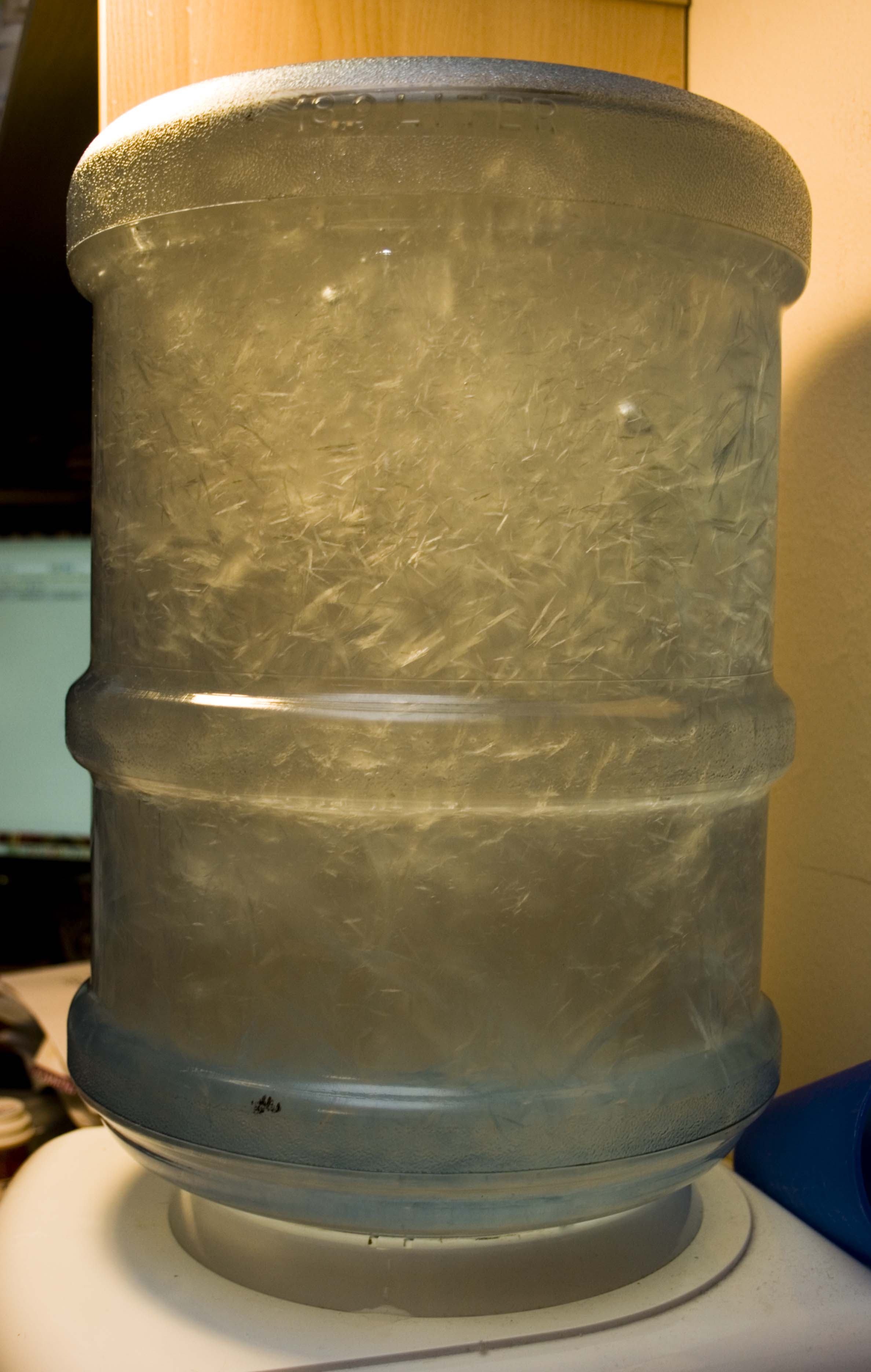
超冷凍現象

过冷（Supercooling，又譯超冷凍）是一種物理現象，通过降低液体或气体的温度，但不使其凝固的过程，能做到讓水瞬間凝冰的效果。

## 原理
冰的形成其實是一個結晶的過程，如果原本水中已存在结晶核（冰晶），低于其标准熔点的液体的水分子就会在核周围形成结晶结构，依附在冰晶上，結成冰的過程就可以進行。但是有些水太潔淨，沒有塵埃和雜質，容器又非常乾淨而平滑，缺少这样的晶核，冰晶就因無處可依附而不能形成，於是温度轴上的液体部分可以一直延伸，即使溫度低於冰點（标准压力下{\displaystyle {\begin{smallmatrix}0^{\circ }C\end{smallmatrix}}}），水仍然會維持在液體的狀態，直到均匀核化结晶生成。

## 例子
如要進行超冷凍的現象要符合以下三個條件：
- 一瓶很純潔，無沉澱物，無雜質的水。（最好是蒸餾水）
- 平滑而內部沒有划痕的容器。
- 放在可以冷凍至攝氏零下幾度的冰箱一段時間。（如數小時）

把一瓶純水或蒸餾水放進冰箱數小時，令水的溫度低至0°以下，但未至於結冰，即過冷水，把水瓶拿出冰箱，然後向瓶一拍，就可看到水會開始結冰，由一點迅速擴散至整瓶水，最終整瓶水會成為冰。但現象可能受很多因素影響而未能成功，因素包括水的溫度，水瓶質料，大小等。
拍向這瓶超冷凍的過冷水，會使水中的水分子受壓，水分子之間的距離變得更小，觸發水分子變成固體。當有一點的地方結冰，其他的水分子就會依附結成的冰，過程迅速進行，瞬間整瓶超冷凍水都變成冰的現象就會出現。

## 外部連結
- 超冷凍短片 （页面存档备份，存于）
- 初中科學趣味實驗-水-凝固點-超冷凍Supercooling （页面存档备份，存于）
- 过冷态可乐

## 另見
- 過冷水
- 凍雨
- 物理
- 熱力學